# Etheostoma caeruleum

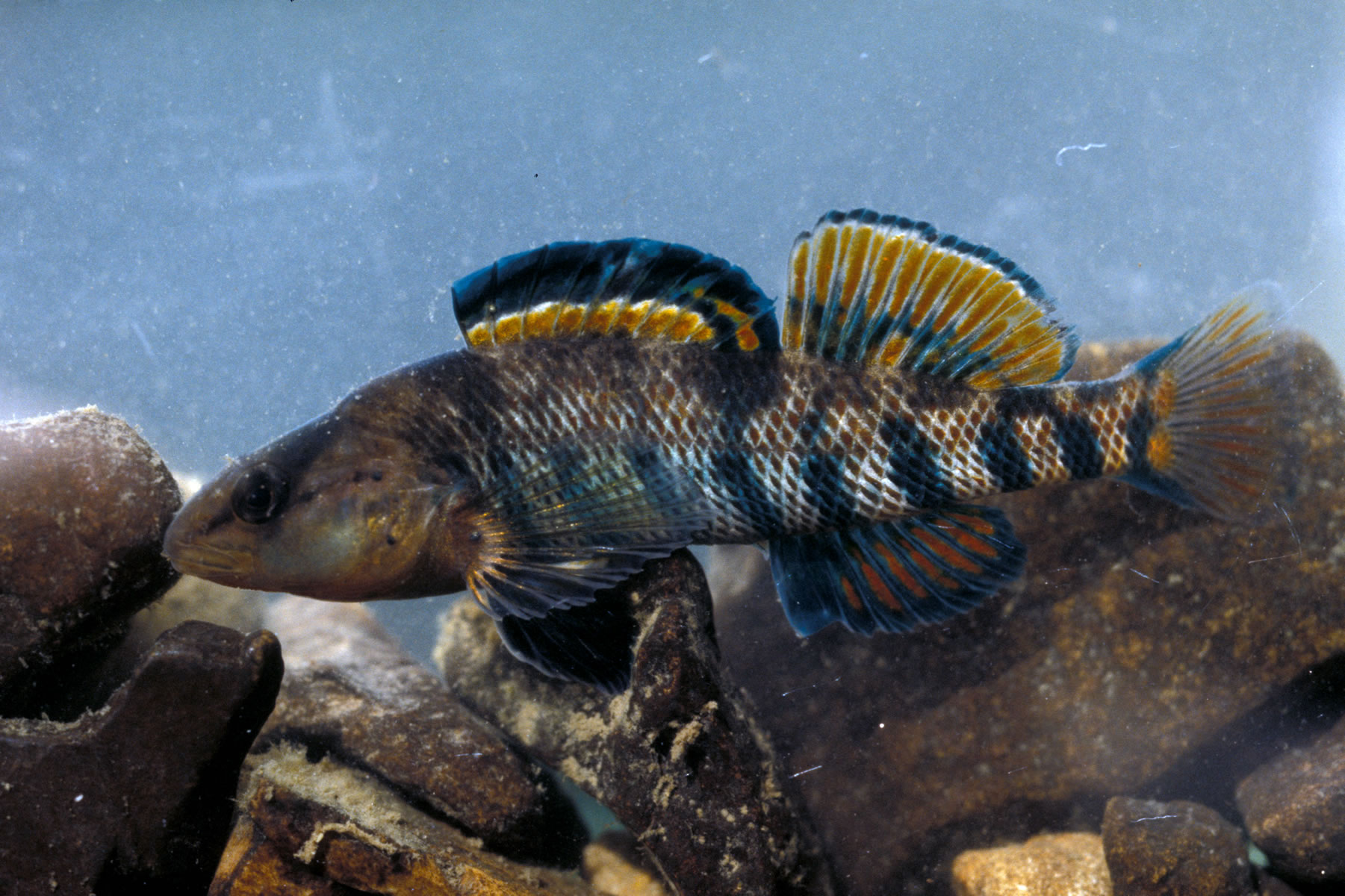
Hình ảnh của Etheostoma caeruleum

Rainbow darter (tên khoa học là Etheostoma caeruleum) là một loài cá Bắc Mỹ sống ở những con suối nhỏ, di chuyển nhanh. Ngoài ra, nó còn có thể sống ở những con sông có kích thước từ nhỏ đến trung bình. Con trưởng thành có thể đạt kích thước từ 2 đến 3 inch (51 đến 76 mm). Loài này rất nhạy cảm với nước bẩn và bùn. Chúng dễ dàng được xác định bởi ba đốm đen trên lưng và màu xanh, màu da cam ở vây lưng, hậu môn.
Chúng đẻ trứng ở những nơi sạch sẽ và nhiều đá từ tháng ba đến tháng sáu. Nó có tuổi thọ khoảng 4 năm. Thông thường, con đực có thể dài tới 48 mm, trong khi con cái lớn nhất thì chưa đạt đến 43 mm. Liên minh Bảo tồn Thiên nhiên Quốc tế đã đánh giá tình trạng bảo tồn của loài này là ít được quan tâm.
Chúng phổ biến trên khắp miền đông Hoa Kỳ, đặc biệt là ở các vùng Great Lakes và Ohio River Valley. Phân bố của nó kéo dài về phía nam đến phần phía bắc của Alabama và xa về phía tây như Missouri và Arkansas.
Hiện tại, điều đe dọa loài này nhất là việc ô nhiễm môi trường và thu hẹp khu vực sống. Kể cả việc đô thị hóa. Một nghiên cứu đã chứng minh điều này. Các nhà nghiên cứu đã so sánh sự phong phú của các loài ở một con lạch trước và sau khi làm đường.
Thức ăn của chúng là các loài ấu trùng và thường ăn nhiều vào hai thời điểm là sáng sớm và chiều muộn.